# Olof von Törne
Olof von Törne (ursprungligen endast Törne), född den 4 juli 1686, död den 23 juni 1745, var ett svenskt kommerseråd och en framträdande kraft inom Hattpartiet.

## Biografi
Olof von Törne var son till justitieborgmästaren i Stockholm Michael Hansson Törne, som var Bureättling, och Brita Andersén, dotter till en handlande i Stockholm och av samma släkt som Blixenstierna. Hans kusin var Christina Piper.
Olof Törne blev, efter att bland annat ha varit student vid Uppsala universitet, åren 1715-16 tillförordnad kommissionssekreterare i vid den svenska beskickningen i London och kom därvid att lära känna den svenska envoyén där, Carl Gyllenborg. Törne och Gyllenborg skulle med tiden komma att verka tätt ihop inom frihetstidens politiska spel. Åren 1720 och 1722 medföljde Törne även en annan blivande hattpolitiker, envoyén Carl Gustaf Sparre, på dennes diplomatiska uppdrag till Hannover. 
Mellan dessa utrikes uppdrag inträdde Törne 1719 i Kommerskollegium, initialt med titeln extra ordinarie assessor eller "kommers-junkare". Han blev kommissarie där 1728, ordinarie assessor 1729 och kommerseråd 1732. Inom kollegiet kom Törne att stå dess chef, presidenten Daniel Niclas von Höpken, nära. Båda förfäktade kraftfullt merkantilismens idéer och var dessutom - tillsammans med Törnes gamle bekantskap Gyllenborg, vilken 1723 blivit riksråd - "uppenbart drivna politiska intrigörer". 
Törne stod även väl till vid hovet och adlades 1726 von Törne av Fredrik I med hänvisning till hans "wackra Personlige egenskaper, samt under dess uppwacktning hos Kongl. Maijt. Bewiste trohet och skickelighet". Göran Nilzén har (i sin biografi över Carl Gyllenborg) konstaterat att det är svårt att få grepp exakt om vilka typer av tjänster det varit Törne gjort kungen, men att det bland annat verkar ha rört sig om "diverse hemliga uppdrag". 
Under 1730-talet kom von Törne att spela en central roll i det spirande hattpartiets närmande mot Frankrike (i motsats till kanslipresidenten Arvid Horns engelskinriktade utrikespolitik) och agerade kontaktperson mellan sina åsiktsfränder Gyllenborg och Höpken respektive det franska sänebudet i Stockholm, markisen Charles Louis de Biaudos de Casteja, inför 1734 års riksdag. Mellan denna och den nästföjande riksdagen (1738-39) var von Törne en av de ledande opinionsbildarna för Hattarnas utrikespolitik, spred stora mängder av politiska pamfletter och gjorde även "agitationsresor" runt om i landet, varvid bland annat "franska pengar" användes för att säkra anhängare till riksdagen. Denna slutade också planenligt med att Horn och dennes anhängare avsattes ur rådet där i stället Gyllenborg inträdde som ny kanslipresident i ett hattdominerat råd.
Påföljande riksdag - 1741-42 års - tillhörde von Törne det sekreta utskottet och hörde där till de ivrigaste anhängarna av vad som skulle bli känt som Hattarnas ryska krig. Trots detta krigs katastrofala utgång lyckades von Törne även bli ledamot av samma utskott 1742-43, men hans ställning var då försvagad och två år senare avled han.
Vid sidan av sin tjänst i Kommerskollegium var von Törne från 1725 även en av direktörerna för ett av tidens stora merkantilistiska svenska affärsprojekt, Alingsås manufakturverk. 
Han var sedan 1724 gift med majorsdottern Maria Linroth, med vilken han fick tre söner och fem döttrar. Av de två söner som nådde vuxen ålder blev Fredrik von Törne (1730-62) kapten i artilleriet och Claës von Törne (född 1728) löjtnant i samma truppslag innan han lämnade landet och avled på okänd ort och vid okänd tidpunkt. Claës tros därvid ha slutit denna ätt von Törne (nr 1797) på svärdssidan.